# آندرئا کولینلی
آندرئا کولینلی (ایتالیایی: Andrea Collinelli؛ زادهٔ ۲ ژوئیهٔ ۱۹۶۹) دوچرخه‌سوار اهل ایتالیا است.
وی در مسابقات کشوری و بین‌المللی در مجموع برندهٔ ۳ مدال طلا، ۳ مدال نقره، ۲ مدال برنز شده‌است.